# Cizúrquil
Cizúrquil (en euskera: Zizurkil) es un municipio de España perteneciente a la provincia de Guipúzcoa, en la comunidad autónoma del País Vasco.

## Símbolos
El escudo heráldico que representa al municipio se define a partir del siguiente blasón:

Escudo redondeado o de forma española. De plata, un monte de sinople cargado de roble amarillo con puente de tres ojos en brochante sobre el todo; campaña ondada de plata y azur.
Boletín Oficial de Gipuzkoa n.º 214 de 10 de noviembre de 2014

## Geografía
Cizúrquil se encuentra en la zona media de la cuenca del río Oria, dentro de la comarca de Tolosaldea. Se sitúa unos 20 km al sur de San Sebastián, la capital provincial y 9,5 km al norte de Tolosa, la cabecera comarcal. 
Cizúrquil se encuentra en el lugar donde converge el pequeño valle de Aiztondo drenado por el río Asteasu con el valle del río Oria. Cizúrquil ocupa la margen izquierda del río Oria e incluye zonas de vega de ambos ríos. Aquí es donde se concentran los núcleos de población del municipio, aunque sea una pequeña parte del término municipal. El término municipal se prolonga luego hacia el norte llegando hasta el monte Andatza, por una zona que es bastante montuosa.

### Barrios
Se pueden distinguir dos núcleos principales de población en Cizúrquil: Cizúrquil y Elbarrena. El que es propiamente el pueblo de Cizúrquil se sitúa en una pequeña meseta que domina las zonas de vega del municipio. También se suele denominar plaza ya que aquí se encuentra la plaza con la iglesia del pueblo y un poco más apartado el ayuntamiento; conformando un pequeño núcleo rural. Este pequeño núcleo tiene algo menos de 150 habitantes. En torno al pueblo de Cizúrquil hay varios barrios de caseríos diseminados, como Mendi Bailara, Kalixa Bailara o Buztin Bailara. La población que vive diseminada en caseríos en torno al pueblo de Cizúrquil supera las 250 personas.

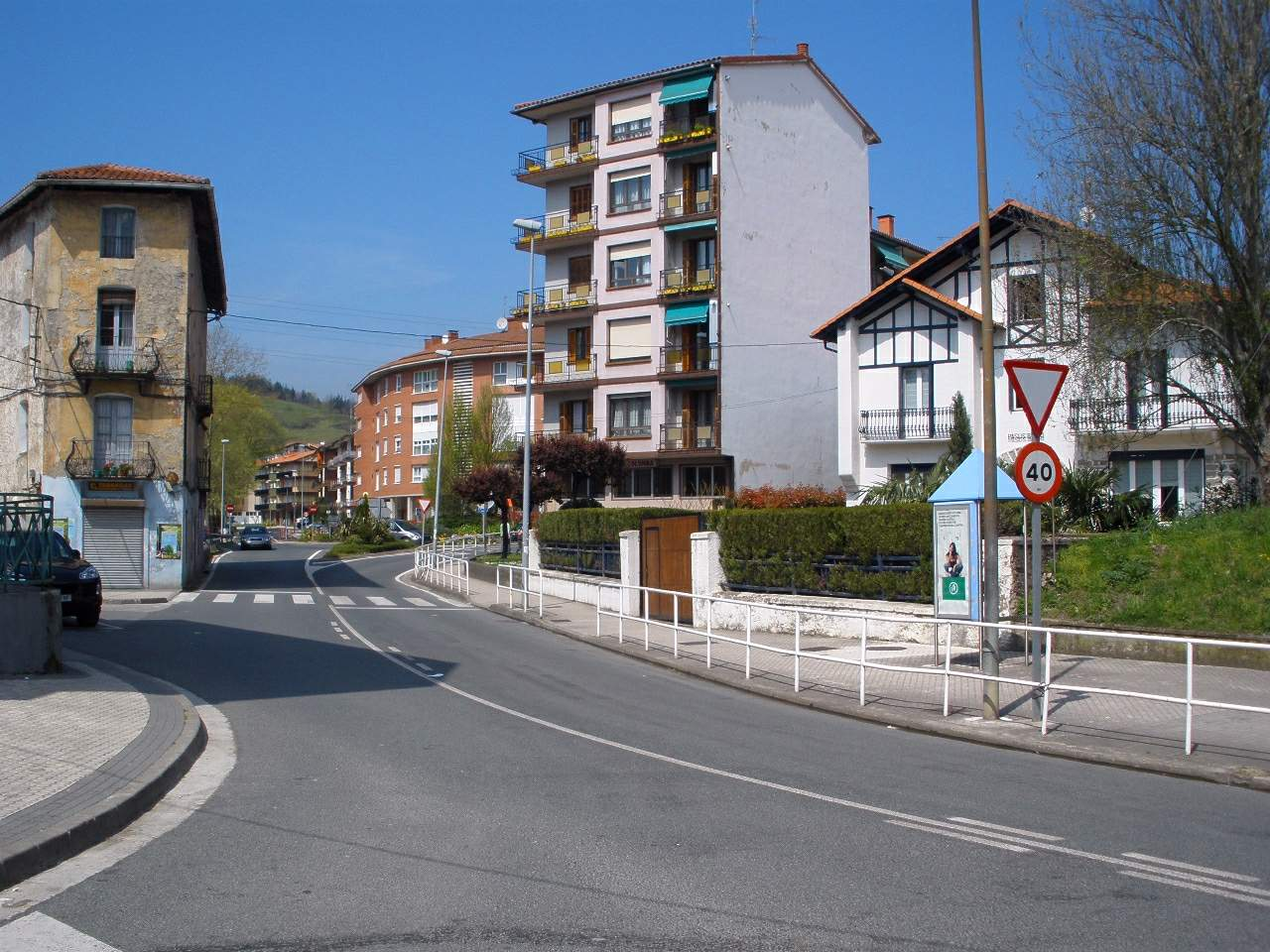
Aspecto del barrio de Elbarrena de Cizúrquil

El otro núcleo del municipio, que concentra cerca del 90 % de la población del mismo, es Elbarrena. Originalmente era un barrio rural situado en la zona baja del municipio. Su desarrollo se produjo a partir del siglo XIX con la llegada del ferrocarril (la estación de tren de Villabona se ubicó al otro lado del río en terrenos de Cizúrquil y cercanos a este barrio). La cercanía a la carretera N-1, que pasaba por Villabona, la estación de tren, la instalación de industrias en la zona y una topografía bastante llana favorecieron el desarrollo urbano de Elbarrena y su transformación en el corazón del municipio; aunque ayuntamiento e iglesia parroquial permanecieran en el viejo emplazamiento. Elbarrena creció siguiendo dos ejes, uno paralelo al río Oria y a la vía férrea y otro perpendicular al primero, siguiendo la vega del río Asteasu. Se trata de un barrio de carácter urbano con edificios de varias alturas y numerosas industrias. Se pueden individualizar a su vez varios barrios en Elbarrena, aunque todos ellos estén unidos en una trama urbana; Ubare situado junto al río y frente a Villabona, Akezkoa en la carretera que va a Asteasu, Ihartza hacia el norte y cerca del límite con Aduna o Pagamuño, en la zona central.

### Localidades limítrofes
Las poblaciones vecinas y más cercanas son Asteasu, Aduna y Villabona. Asteasu y Aduna distan 3 km del pueblo de Cizúrquil, y Villabona solo 2,5 km. Además el barrio más poblado de Cizúrquil, Elbarrena, forma en la práctica una conurbación con Villabona, de la que solo le separa el río Oria. Cizúrquil limita con Aduna por el este, con Villabona por el este y sur y con Asteasu por el oeste. En la zona norte del municipio (zona de monte que no está poblada) limita con los términos municipales de Andoáin, Zubieta, Usúrbil y Aya. Además Cizúrquil posee pequeños exclaves dentro del municipio de Aya.

## Historia
Según la tradición Cizúrquil es una de las poblaciones más antiguas de Guipúzcoa. Se trataría pues de una antiquísima aldea de pastores que ejercía su dominio sobre una parte importante y extensa del territorio guipuzcoano. Sin embargo no hay evidencias reales de que esta tradición sea cierta. 
La primera mención escrita de esta localidad data de 1312 cuando se avecina a la villa de Tolosa. 
En la batalla de Velate, en 1512, donde las tropas guipuzcoanas arrebataron a las navarras doce piezas de artillería, participaron habitantes de Cizúrquil. En el escudo de Cizúrquil figuran desde entonces estos doce cañones.

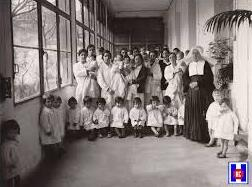
Casa Cuna de Fraisoro en 1929

En 1615 Cizúrquil compró su condición de villa a la Corona desvinculándose de la tutela de Tolosa.
En 1903 se inauguró la Casa Cuna Central de Expósitos de Guipúzcoa en los terrenos de Fraisoro. Acogía a los niños abandonados de toda la provincia con su maternidad. Unas 3500 mujeres dieron a luz en el centro que acogió a 12 000 niños abandonados. Fue uno de los servicios de mayor trascendencia que ha prestado la Diputación Provincial de Guipúzcoa a lo largo de su historia. Se clausuró en 1994.

## Economía
Las siguientes empresas instaladas en el municipio superan los 50 trabajadores en plantilla:
- Equipos de Panificación (Gashor): equipos para la industria de panificadoras.
- Huyck Wangner Spain: telas para la industria papelera.
- Jaure: acoplamientos flexibles y elementos de transmisión de potencia.
- Papelera del Oria: papel de impresión y escritura.
- Garra SL: parques infantiles y mobiliario urbano.

## Administración y política

### Gobierno municipal
En las últimas elecciones autonómicas, en abril de 2005 la lista más votada fue la coalición nacionalista PNV-EA con el 39,3 % de los votos, seguido del PCTV con el 29 % y el PSE-EE con el 14,3 %.
En las elecciones municipales de 2007 resultó ganadora la candidatura de EAJ-PNV, que hizo que María Ángeles Lazkano Larrañaga fuera alcaldesa de la localidad, al lograr su partido 5 escaños, 3 más que las dos siguientes fuerzas más votadas, PSE-EE y EA. EB-ARALAR logró un único escaño, mientras que PP logró otro escaño en el ayuntamiento. Cabe destacar el voto nulo, que superó a cualquier candidatura, al obtener 486 votos, que la izquierda abertzale EAE-ANV (ilegalizada en el municipio) reclamó como suyos.
En las elecciones municipales de 2011, la coalición independentista Bildu (que integran EA, Alternatiba e independientes de la izquierda abertzale) logró mayoría absoluta, haciéndose con la alcaldía.
Los resultados de las elecciones municipales de 2011 fueron los siguientes (abstención 37,55%): 
| Partido político                                              | 2023  | 2023       | 2019  | 2019       | 2015  | 2015       | 2011  | 2011       | 2007  | 2007       |
| Partido político                                              | %     | Concejales | %     | Concejales | %     | Concejales | %     | Concejales | %     | Concejales |
| Euskal Herria Bildu (EH Bildu)-Bildu                          | 51,00 | 6          | 54,49 | 6          | 48,55 | 6          | 60,52 | 8          | —     | —          |
| Euzko Alderdi Jeltzalea-Partido Nacionalista Vasco (EAJ-PNV)  | 25,03 | 3          | 25,95 | 3          | 39,31 | 4          | 22,25 | 2          | 41,09 | 5          |
| Partido Socialista de Euskadi-Euskadiko Ezkerra (PSE-EE PSOE) | 18,91 | 2          | 17,63 | 2          | 8,18  | 1          | 9,36  | 1          | 20,74 | 2          |
| Partido Popular del País Vasco (PP)                           | 1,47  | 0          | —     | —          | 1,32  | 0          | 4,34  | 0          | 7,76  | 1          |
| Eusko Alkartasuna (EA)                                        | —     | —          | —     | —          | —     | —          | —     | —          | 15,52 | 2          |
| Ezker Batua-Berdeak (EB-B)                                    | —     | —          | —     | —          | —     | —          | —     | —          | 10,56 | 1          |

#### Evolución de la deuda viva municipal
A día de 31 de diciembre de 2011 es de 2 770 000,00 €, 990,34 € por habitante. Tiene el puesto 894 de Ayuntamientos más endeudados del Estado español. Esta deuda no es todo lo que deben los ayuntamientos. El concepto de deuda viva contempla solo las deudas con cajas y bancos relativas a créditos financieros, valores de renta fija y préstamos o créditos transferidos a terceros, excluyéndose, por tanto, la deuda comercial.
| Gráfica de evolución de la deuda viva del Ayuntamiento entre 2008 y 2023                            |
| |
| Deuda viva del Ayuntamiento de Cizúrquil, en miles de euros, según datos del Ministerio de Hacienda |

## Demografía
Cizúrquil cuenta con una población de 2970 habitantes (INE 2024).
| Gráfica de evolución demográfica de Cizúrquil entre 1842 y 2021                                                     |
| |
| Población de derecho según los censos de población del INE Población de hecho según los censos de población del INE |

## Cultura

### Patrimonio

#### Monumentos religiosos
- Iglesia parroquial de San Millán: preside la plaza de Cizúrquil. Es una iglesia de grandes dimensiones, de origen medieval y aspecto acastillado.
- Cementerio: en un alto que domina el pueblo de Cizúrquil, en su interior hay una gran cruz de arenisca de 1761.
- Ermita de San Miguel en el barrio de Kalixa Bailara. Data de principios del siglo XX y sustituyó a la ermita anterior que se quemó en un incendio.

#### Monumentos civiles
- La plaza de Cizúrquil: en torno a la iglesia de San Millán existen una serie de edificios notables que componen la plaza de Cizúrquil.
  - Casa-solar de San Millán, es el más reseñable de todos los edificios de la plaza.
  - Casas Elizgain, Portxeta, Etxeberri e Iriarte; son edificios significativos de arquitectura tradicional.
- Ayuntamiento.
- Diseminados por el término municipal hay numerosos caseríos catalogados dentro de la Guía Monumental de la Diputación de Guipúzcoa:
  - En el barrio de Mendi Bailara:
    - Caserío Andia, que posee ventanas geminadas.
    - Caserío Areta Goikoa y Venta de Zárate.

  - En el barrio de Kalixa Bailara:
    - Caseríos Arretxipi, Kamiyo Haundi, Amabi y Loidi.

  - En el barrio de Buztin Bailara:
    - Caserío-palacio barroco de Landamuño.
    - Caserío de Irazu Azpikoa, con un escudo fechado en 1587.
    - Caseríos Irazu Goikoa, Mekola, Andrezketa, Zaldu Zahar, Otazu, Errotandi, Odolkienaga.

  - En Elbarrena:
    - Caserío Berastegi, de origen medieval.
    - Caserío Iartza.
    - Caseríos Legarralde y Luzuriaga y Molino de Akezkoa.
- Casa cuna provincial de Fraisoro, erigida por el arquitecto Ramón Cortázar a principios del siglo XX en una loma que domina Villabona. En el frontis de la escalera principal había un cuadro de gran tamaño del pintor Ignacio Ugarte con la siguiente leyenda: Sinite parvulos venire ad me (‘Dejad que los niños se acerquen a mí’).[10]
- Ruinas de la ferrería de Atxulondo.
- Puente sobre el río Oria entre Cizúrquil y Villabona

### Deporte

#### Infraestructuras
Las infraestructuras deportivas de Cizúrquil se componen de: 
- un campo de fútbol de hierba artificial con 4 vestuarios situado en la zona de Elbarrena.
- el frontón Intxaur, cubierto y dotado de vestuarios, que está situado en la plaza.
- un búlder situado junto al frontón para la práctica de la escalada libre.
- las instalaciones deportivas del colegio Pedro Mari Otaño (pista no cubierta, pista cubierta con frontón y gimnasio).

Además Cizúrquil comparte con el vecino municipio de Villabona el polideportivo Olaederra situado en terrenos de Villabona.

#### Clubes deportivos
Se puede decir que el club de fútbol local es el Danena Kirol Elkartea (su nombre significa de todos), que juega en categoría preferente, ya que aunque la sede social del club está en Villabona, juega sus partidos en el campo de Cizúrquil. 
El Danena tiene también sección de atletismo y destaca sobre todo su sección de halterofilia, llamada Danena-Olaederra, ya que entrena en el mencionado polideportivo de Villabona. El Danena-Olaederra, fundado en 1991, es uno de los clubes punteros de halterofilia a nivel de España.
Otros clubs deportivos del municipio son la A.D.Ciclismo Aiztondo Txirrindularitza Elkartea y el Peuskate Eskalada Taldea que gestiona el búlder de Cizúrquil.
En un caserío de Cizúrquil existe un club de hípica, el Club Deportivo Pony Pottok Zizurkil. En dicho caserío se ofertan cursillos de equitación, paseos a caballo y en pottoka por el monte. También se crían y cuidan este tipo de animales.
El ayuntamiento organiza actividades deportivas para los escolares, tanto en verano como durante el curso escolar, en colaboración con los dos colegios del municipio. Se practican numerosas actividades deportivas como pelota vasca, ciclismo, atletismo, fútbol sala, balonmano, baloncesto, etc..
Estas actividades se extienden para los adultos en otras actividades como el yoga o gimnasia de mantenimiento.

#### Competiciones deportivas
En el municipio se suele organizar varias competiciones atléticas populares al año, como un cross nocturno, un biatlón (ciclismo+atletismo) por parejas o un cross popular durante las fiestas de Elbarrena.

## Personas destacadas
- Amalur Mendizabal (1979- ): senadora perteneciente a la coalición abertzale Amaiur.

- Patxi Bisquert (1952): actor de cine, televisión y teatro. Obtuvo bastante renombre a mediados de la década de los años 80 por varias de las películas en las que trabajó así como por la serie de televisión Segunda enseñanza, aunque posteriormente su nombre desapareció de la nómina de actores más populares. Ha trabajado en cine a las órdenes de directores como Montxo Armendáriz, Pedro Olea o Carlos Saura. Por su papel protagonista en la película Tasio (1984) de Montxo Armendáriz obtuvo premios en varios festivales de cine.

- Pedro María Otaño (1857-1910): Escritor en lengua vasca. Pertenecía a una saga de bertsolaris de Cizúrquil en la que destacaron su abuelo Pedro Otaño llamado Errekalde Zarra y su tío José Bernardo Otaño. Pedro María Otaño, en cambio, se situó a medio camino entre el bertsolarismo tradicional y la poesía culta. Emigró a Argentina, país en el que vivió, escribió buena parte de su obra poética y murió. Algunas de sus composiciones son aún hoy día canciones populares. En la plaza de Cizúrquil hay un busto en su honor y la escuela municipal lleva su nombre.

- Ainere Tolosa (1979- ): Actriz
- Jon Erasun (1996): pelotari.